# Sportler des Jahres 2001 (Deutschland)
Die Sportler des Jahres 2001 in Deutschland wurden von Fachjournalisten gewählt und am 22. Dezember im Kurhaus von Baden-Baden ausgezeichnet. Veranstaltet wurde die Wahl zum 55. Mal von der Internationalen Sport-Korrespondenz (ISK).

## Männer
| Platz | Sportler           | Sportart        | Punkte | Erfolge 2001                                                                                           |
| ----- | ------------------ | --------------- | ------ | --- |
| 1.    | Erik Zabel         | Straßenradsport | 2663   | Sieger Mailand–Sanremo, Grünes Trikot Tour de France, 5 Etappensiege Tour de France u. Vuelta a España |
| 2.    | Oliver Kahn        | Fußball         | 2196   | Champions-League-Sieger u. Deutscher Meister mit dem FC Bayern München                                 |
| 3.    | Michael Schumacher | Formel 1        | 1978   | Weltmeister                                                                                            |
| 4.    | Lars Riedel        | Leichtathletik  | 1649   | Weltmeister Diskuswurf                                                                                 |
| 5.    | Dirk Nowitzki      | Basketball      | 1585   | NBA Conference Semifinals                                                                              |
| 6.    | Martin Schmitt     | Skispringen     | 1352   | Weltmeister Großschanze Einzel u. Mannschaft, Zweiter Normalschanze                                    |
| 7.    | Jan Ullrich        | Straßenradsport | 0993   | Weltmeister Zeitfahren                                                                                 |
| 8.    | Martin Buß         | Leichtathletik  | 0608   | Weltmeister Hochsprung                                                                                 |
| 9.    | Ludger Beerbaum    | Springreiten    | 0598   | Europameister Einzel, Dritter Mannschaft                                                               |
| 10.   | Sven Ottke         | Boxen           | 0554   | IBF-Weltmeister Supermittelgewicht (Profis)                                                            |

## Frauen
| Platz | Sportler                 | Sportart       | Punkte | Erfolge 2001                                     |
| ----- | ------------------------ | -------------- | ------ | ------------------------------------------------ |
| 1.    | Hannah Stockbauer        | Schwimmen      | 2635   | Weltmeisterin 800 u. 1500 m                      |
| 2.    | Anni Friesinger          | Eisschnelllauf | 2328   | Weltmeisterin 1500 m u. Mehrkampf, Zweite 3000 m |
| 3.    | Gunda Niemann-Stirnemann | Eisschnelllauf | 1961   | Weltmeisterin 3000 u. 5000 m                     |
| 4.    | Martina Ertl             | Ski Alpin      | 1748   | Weltmeisterin Kombination                        |
| 5.    | Jutta Kleinschmidt       | Rallye         | 1733   | Siegerin bei der Rallye Dakar                    |
| 6.    | Peggy Büchse             | Schwimmen      | 0987   | Weltmeisterin 10 km, Zweite 5 km                 |
| 7.    | Birgit Prinz             | Fußball        | 0671   | Europameisterin                                  |
| 8.    | Regina Halmich           | Boxen          | 0588   | Weltmeisterin Fliegengewicht (Profis)            |
| 9.    | Kati Wilhelm             | Biathlon       | 0557   | Weltmeisterin Sprint, Zweite Staffel             |
| 10.   | Ulla Salzgeber           | Dressurreiten  | 0471   | Europameisterin Einzel u. Mannschaft             |

## Mannschaften
| Platz | Sportler                            | Sportart       | Punkte | Erfolge 2001                                   |
| ----- | ----------------------------------- | -------------- | ------ | ---------------------------------------------- |
| 1.    | FC Bayern München                   | Fußball        | 3382   | Champions-League-Sieger, Deutscher Meister     |
| 2.    | Fußballnationalmannschaft Frauen    | Fußball        | 2493   | Europameister                                  |
| 3.    | Skisprung-Nationalteam              | Skispringen    | 2115   | Weltmeister Großschanze, Dritter Normalschanze |
| 4.    | Basketballnationalmannschaft Herren | Basketball     | 2012   | Europameisterschaftsdritter                    |
| 5.    | SC Magdeburg                        | Handball       | 1362   | EHF-Pokalsieger, Deutscher Meister             |
| 6.    | Dressur-Equipe                      | Dressurreiten  | 0932   | Europameister                                  |
| 7.    | Freistilstaffel Frauen              | Schwimmen      | 0756   | Weltmeister 4 × 100 m                          |
| 8.    | Bobteam Christoph Langen            | Bobsport       | 0577   | Weltmeister Zweier- und Viererbob              |
| 9.    | SC Freiburg                         | Fußball        | 0510   |                                                |
| 10.   | Sprintstaffel Frauen                | Leichtathletik | 0489   | Weltmeister 4 × 100 m                          |